# Madžarevo
Madžarevo – wieś w Chorwacji, w żupanii varażdińskiej, w mieście Novi Marof. W 2011 roku liczyła 910 mieszkańców.